# Ingrid Neel
Ingrid Neel, née le 16 juin 1998 à Bradenton (Floride), est une joueuse de tennis américaine et estonienne.
Essentiellement active sur le circuit ITF, elle a remporté deux titres en double sur le circuit WTA.

## Carrière
Ingrid Neel est repérée par John McEnroe à l'âge de 12 ans. Elle a joué une saison pour les Florida Gators entre 2016 et 2017.
En 2021, elle remporte son premier tournoi sur le circuit principal, en double avec la Française Elixane Lechemia, lors du tournoi de Bogota, avec une victoire en finale contre Mihaela Buzărnescu et Anna-Lena Friedsam.
Depuis mars 2023, elle représente l'Estonie en compétition, le pays d'origine de sa grand-mère, et dispute cette année-là la Billie Jean King Cup avec Anett Kontaveit.

## Palmarès

### Titres en double dames
| No | Date       | Nom et lieu du tournoi              | Catégorie | Dotation  | Surface      | Partenaire       | Finalistes                            | Score             |          |
| -- | ---------- | ----------------------------------- | --------- | --------- | ------------ | ---------------- | ------------------------------------- | ----------------- | -------- |
| 1  | 05-04-2021 | Copa Colsanitas Bogota              | WTA 250   | 235 238 $ | Terre (ext.) | Elixane Lechemia | Mihaela Buzărnescu Anna-Lena Friedsam | 6-3, 6-4          | Parcours |
| 2  | 12-06-2023 | Rothesay Open Nottingham Nottingham | WTA 250   | 259 303 $ | Gazon (ext.) | Ulrikke Eikeri   | Harriet Dart Heather Watson           | 7-66, 5-7, [10-8] | Parcours |
| 3  | 25-09-2023 | Toray Pan Pacific Open Tokyo        | WTA 500   | 780 637 $ | Dur (ext.)   | Ulrikke Eikeri   | Eri Hozumi Makoto Ninomiya            | 3-6, 7-5, [10-5]  | Parcours |
| 4  | 10-06-2024 | Libema Open Bois-le-Duc             | WTA 250   | 267 082 $ | Gazon (ext.) | Bibiane Schoofs  | Tereza Mihalíková Olivia Nicholls     | 7-66, 6-3         | Parcours |

### Finale en double dames
| No | Date       | Nom et lieu du tournoi              | Catégorie | Dotation  | Surface      | Vainqueures                         | Partenaire     | Score            |          |
| -- | ---------- | ----------------------------------- | --------- | --------- | ------------ | ----------------------------------- | -------------- | ---------------- | -------- |
| 1  | 15-04-2024 | Porsche Tennis Grand Prix Stuttgart | WTA 500   | 922 573 $ | Terre (int.) | Chan Hao-ching Veronika Kudermetova | Ulrikke Eikeri | 4-6, 6-3, [10-2] | Parcours |

### Titres en double en WTA 125
| No | Date       | Nom et lieu du tournoi                        | Catégorie | Dotation  | Surface      | Partenaire     | Finalistes                      | Score            |          |
| -- | ---------- | --------------------------------------------- | --------- | --------- | ------------ | -------------- | ------------------------------- | ---------------- | -------- |
| 1  | 15-05-2023 | Firenze Ladies Open Florence                  | WTA 125   | 115 000 $ | Terre (ext.) | Vivian Heisen  | Asia Muhammad Giuliana Olmos    | 1-6, 6-2, [10-8] | Parcours |
| 2  | 05-06-2023 | Makarska International Championships Makarska | WTA 125   | 115 000 $ | Terre (ext.) | Wu Fang-hsien  | Anna Sisková Renata Voráčová    | 6-3, 7-5         | Parcours |
| 3  | 21-08-2023 | Chicago Women's Open Chicago                  | WTA 125   | 125 000 $ | Dur (ext.)   | Ulrikke Eikeri | Cristina Bucșa Alexandra Panova | Forfait          | Parcours |

## Parcours en Grand Chelem

### En simple dames
N'a jamais participé à un tableau final.

### En double dames
| Année | Open d'Australie                                                                  | Open d'Australie | Internationaux de France                                                          | Internationaux de France                                                                   | Wimbledon                                                                           | Wimbledon                                                                        | US Open                                                                            | US Open |
| ----- | --------------------------------------------------------------------------------- | ---------------- | --------------------------------------------------------------------------------- | ------------------------------------------------------------------------------------------ | ----------------------------------------------------------------------------------- | -------------------------------------------------------------------------------- | ---------------------------------------------------------------------------------- | ------- |
| 2015  | —                                                                                 | —                | —                                                                                 | —                                                                                          | —                                                                                   | —                                                                                | 2e tour (1/16) A. Black \|\| style="text-align:left;" \| A. Hlaváčková L. Hradecká |         |
|       |                                                                                   |                  |                                                                                   |                                                                                            |                                                                                     |                                                                                  |                                                                                    |         |
| 2021  | —                                                                                 | —                | —                                                                                 | —                                                                                          | 2e tour (1/16) E. Lechemia \|\| style="text-align:left;" \| Chan H.-c. Chan Y.-j.   | 1er tour (1/32) L. Davis \|\| style="text-align:left;" \| C. Dolehide S. Sanders |                                                                                    |         |
| 2022  | 1er tour (1/32) E. Lechemia \|\| style="text-align:left;" \| A. Bolsova U. Eikeri | —                | —                                                                                 | 2e tour (1/16) A. Bolsova \|\| style="text-align:left;" \| A. Riske-Amritraj C. Vandeweghe | —                                                                                   | —                                                                                |                                                                                    |         |
| 2023  | —                                                                                 | —                | 2e tour (1/16) Wu F.-h. \|\| style="text-align:left;" \| L. Fernandez T. Townsend | 1er tour (1/32) E. Navarro \|\| style="text-align:left;" \| C. Dolehide Zhang S.           | 1er tour (1/32) U. Eikeri \|\| style="text-align:left;" \| Chan H.-c. G. Olmos      |                                                                                  |                                                                                    |         |
| 2024  | —                                                                                 | —                | 1/8 de finale U. Eikeri \|\| style="text-align:left;" \| M. Andreeva V. Zvonareva | 2e tour (1/16) U. Eikeri \|\| style="text-align:left;" \| L. Fernandez E. Shibahara        | 1er tour (1/32) U. Eikeri \|\| style="text-align:left;" \| J. Cristian A. Moratelli |                                                                                  |                                                                                    |         |

N.B. : le nom de la partenaire se trouve sous le résultat ; le nom des ultimes adversaires se trouve à droite.

## Classements en fin de saison
| Année          | 2014 | 2015 | 2016 | 2017 | 2018 | 2019 | 2020 | 2021 | 2022 | 2023 | 2024 |
| Rang en simple | 815  | 580  | 673  | 766  | 707  | 664  | 705  | 878  | 1356 | –    | –    |
| Rang en double | 1145 | 273  | 147  | 457  | 170  | 142  | 130  | 95   | 82   | 39   | 68   |

Source : (en) Classements de Ingrid Neel sur le site officiel de la Fédération internationale de tennis